# Темнолесский сельсовет (Могилёвская область)
Темноле́сский сельсовет (бел.  Цемналескі сельсавет) — упразднённая административно-территориальная единица Дрибинского района Могилёвской области Республики Беларусь. В 2009 году упразднён, его территория и входившие в его состав населённые пункты включены в состав Михеевского сельсовета.

## Состав
Темнолесский сельсовет включал 12 населённых пунктов:
- Верба — деревня.
- Гололобовка — деревня.
- Гонтовля — деревня.
- Еськовка — деревня.
- Каратышки — деревня.
- Ленинский — посёлок.
- Паташня — деревня.
- Пичевка — деревня.
- Покутье — деревня.
- Темный Лес — деревня.
- Толкачи — деревня.
- Шаблавы — деревня.